# Llengua cària
La llengua cària és un idioma extingit de les llengües anatòliques que rep el seu nom de la regió de Cària, la principal àrea on es parlava. Els darrers parlants van ser absorbits pel món hel·lènic a principis del segle i.
La majoria de la informació disponible sobre aquest idioma prové de fonts gregues, ja que l'emigració a la zona va ser intensa des de la prehistòria. Per les observacions d'aquests colons i d'escriptors de la zona, s'han deduït algunes característiques que complementen la informació trobada en inscripcions disperses; la resta de dades sobre la llengua continua sense ser accessible. Per exemple, falten testimonis sobre verbs o alguns casos, de manera que la gramàtica és incompleta.
A partir dels anys 80, els treballs de l'anglès John D. Ray, del català Ignasi-Xavier Adiego i posteriorment de l'alemany Diether Schürr han anat perfeccionant la interpretació dels textos epigràfics, interpretació actualment considerada quasi acabada.